# Artolsheim
Artolsheim là một xã thuộc tỉnh Bas-Rhin trong vùng Grand Est đông bắc Pháp.

## Twin towns
- Carsac-Aillac, Dordogne